# Castle Wolfenstein
Castle Wolfenstein è un videogioco realizzato nel 1981, originariamente per Apple II. Si tratta di uno dei primi titoli con elementi stealth, ed è quindi definibile come un videogioco d'azione ma dotato di un approccio più lento e ragionato. È stato in seguito convertito per Atari 800/400, DOS e Commodore 64. Il seguito ufficiale è Beyond Castle Wolfenstein, ma la saga proseguirà, con il beneplacito dell'autore, tramite la id Software e il suo Wolfenstein 3D.

## Modalità di gioco
Il gioco adotta una visuale dall'alto; dovremo controllare il nostro protagonista all'interno del castello del titolo, alla ricerca di documenti segreti. In ogni stanza (ci sono 64 stanze diverse, che appaiono in ordine casuale) possono esserci soldati o SS, queste ultime dotate di giubbotto antiproiettile, e forzieri che se esaminati possono contenere oggetti utili alla nostra causa; anche le guardie possono essere perquisite per recuperare proiettili o altro, una volta uccise oppure puntandogli un'arma contro. È possibile anche camuffarsi da soldato nazista: questo permetterà di passare inosservati ai loro occhi, tuttavia saremo riconosciuti dalle SS. Altre caratteristiche includono la presenza di granate, che uccidono i nemici sul colpo ma avvertono le guardie nelle stanza adiacenti; bottiglie di alcolici che, se ingerite, diminuiscono temporaneamente la mira del giocatore; infine sono presenti brevi sequenze di voci digitalizzate, cosa piuttosto rara per un videogioco su home computer di quell'epoca.

## Autori
L'autore principale del gioco è Silas Warner, programmatore del motore grafico e di quello audio (chiamato "The Voice"); l'artwork della confezione è opera di John D. Benson.